# Lean (production)
Pour les articles homonymes, voir Lean.
 (mai 2015).
Si vous disposez d'ouvrages ou d'articles de référence ou si vous connaissez des sites web de qualité traitant du thème abordé ici, merci de compléter l'article en donnant les références utiles à sa vérifiabilité et en les liant à la section « Notes et références ».

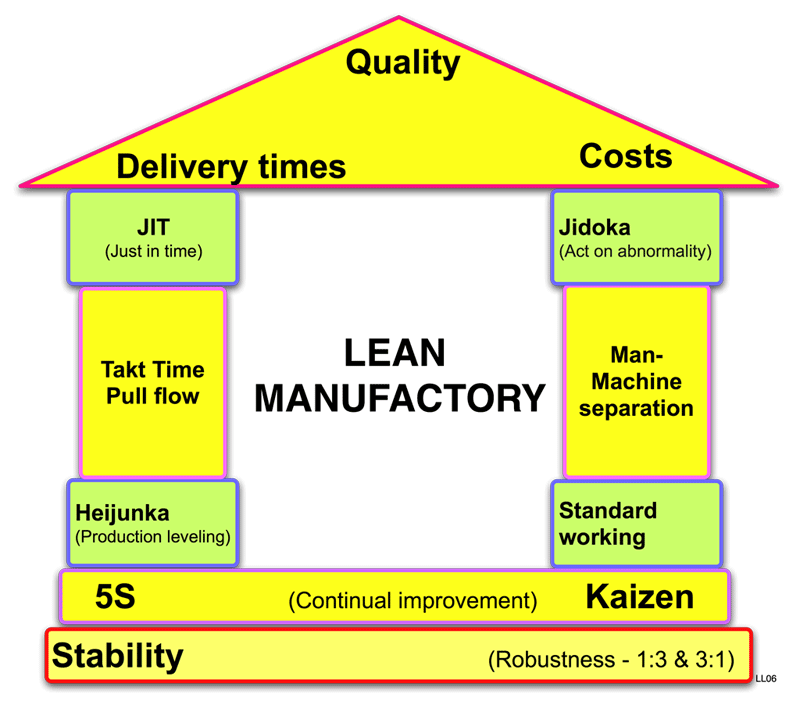
Modèle du système « Lean production ».

Le terme lean (de l'anglais lean, littéralement « maigre », « sans gras », « dégraissé ») sert à qualifier une méthode de gestion de la production qui se concentre sur la « gestion sans gaspillage », ou « gestion allégée » ou encore gestion « au plus juste ».
L'école de gestion lean trouve ses sources au Japon dans le système de production de Toyota ou SPT (en anglais Toyota Production System ou TPS).
L'école de philosophie du lean est marquée (dans la lignée du taylorisme) par la recherche de la performance (en matière de productivité, de qualité, de délais, et enfin de coûts), censée être plus facile à atteindre par l'amélioration continue et l'élimination des gaspillages (muda en japonais), afin d'améliorer la valeur globale pour le client.
Les mudas sont au nombre de sept : surproduction, attentes, transport, étapes inutiles, stocks, mouvements inutiles, corrections/retouches.
Formalisée aux États-Unis dans les années 1990, adaptable à tous les secteurs économiques, le lean est actuellement implanté principalement dans l'industrie et surtout l'industrie automobile.

## Historique
En 1988, l'ingénieur américain John Krafcik (en) publie un article intitulé « Triumph of the Lean Production System », tiré de la thèse qu'il a soutenue à la Sloan School of Management du Massachusetts Institute of Technology (MIT). Auparavant, Krafcik était ingénieur qualité à l'usine NUMMI (New United Motor Manufacturing), une co-entreprise Toyota – General Motors, sise à Fremont en Californie.
Au MIT, les recherches de Krafcik sont poursuivies dans le cadre de l'International Motor Vehicle Program (en) (IMVP), programme qui débouche sur la publication, en 1990, du livre The machine That Changed the World, co-écrit par James Tim Womack (en), Daniel T. Jones et Daniel Ross.
Le succès de l'ouvrage est planétaire.
L'école du lean se formalise aux États-Unis dans les années 1990, popularisée par le livre Lean Thinking (1996) de Daniel T. Jones et James P. Womack (ce dernier formé selon les méthodes de Hajime Ohba dans le cadre de la cellule de support pour les fournisseurs de Toyota aux États-Unis).
De nombreux travaux suivent, parmi lesquels Team Toyota (1996) de Terry L. Bresser et The Toyota Way (2004) de Jeffrey K. Liker. Ces ouvrages permettent de clarifier les concepts et les pratiques lean, de mieux comprendre les fondements cognitifs et sociaux sur lesquels le système repose et de multiplier les exemples et études de cas. Désormais, les tenants du lean s'appliquent à l'enseigner, à appliquer et répandre ses règles au sein de la communauté industrielle.

## Concepts de base

### Principes
La pensée lean repose sur deux concepts principaux : le juste-à-temps et le jidoka (« automatisation à visage humain »).
Les principes du juste-à-temps sont :
- le temps TAKT ;
- le lissage (heijunka) ;
- le flux continu en pièce à pièce (en anglais « one-piece flow ») ;
- le flux tiré ;
- le changement rapide d'outils (SMED) ;
- l'intégration de la logistique.

Les principes du jidoka (peu visibles chez Toyota, et de ce fait moins connus en dehors de l'entreprise) sont :
- la séparation de l'homme et de la machine ;
- les outils d'arrêt de production au premier défaut (andon) ;
- les méthodes d'élimination des causes d'erreur (poka yoke) ;
- les méthodes d'analyse de problème (« cinq pourquoi », roue de Deming, 8D) ;
- la ré-ingénierie des équipements de production.

### Au-delà de la gestion de la production

#### Gestion d'entreprise
Après avoir dépassé son cadre initial, — l'organisation de la production —, l'école lean est aujourd'hui perçue comme une méthode pertinente pour combattre tous les types d’inefficacité : l'intérêt pour le lean s'étend aux services administratifs (lean office), au développement de produits (lean development).

## Dérivés

### Lean management

#### Principes
Le lean management est un système d'organisation du travail qui, selon ses promoteurs, vise à éliminer les gaspillages qui réduisent l'efficacité et la performance d'une entreprise, d'une unité de production ou d'un département.
À cet effet, le lean se fixe comme objectif d’éradiquer trois « démons » de l’organisation du travail[source insuffisante] :
- le Muda : tout ce qui est sans valeur :
  - les gaspillages, ce qui n’ajoute pas de valeur au produit — c’est-à-dire ce qui finit à la poubelle, les pannes, les déplacements inutiles, les pertes de temps, les choses que l’on ajoute au produit, mais dont le client ne veut pas, etc. ;
- le Muri : l’excès, la surcharge de travail engendrée par des processus non adaptés :
  - le personnel, lorsque la charge de travail n’est pas adaptée au nombre de travailleurs ;
  - les installations, lorsque la charge est supérieure à ce qu’une installation peut faire (sa capacité) ;
  - les stocks, lorsque des pièces ou des produits ne « tournent pas » ;
- le Mura : la variabilité, ou l’irrégularité 
  - des machines qui ne mettent pas toujours le même temps pour faire la même chose et dont la qualité varie ;
  - des opérateurs qui ne font pas tous et pas toujours le même travail lorsqu’ils sont affectés à un même poste ;
  - des fournisseurs qui ne livrent pas toujours les mêmes quantités de matière première.

Le lean management s'attaque particulièrement à sept formes de gaspillage : la surproduction, les attentes, les rebuts-retouches/corrections, les gammes et processus opératoires mal adaptés, les transports/ruptures de flux, les mouvements inutiles et les stocks (productifs ou administratifs), auxquels il faut ajouter un huitième gaspillage, qui est la non-utilisation des ressources intellectuelles du personnel.

#### Méthodes
Le lean management est fondé sur l' « amélioration continue », aussi appelée au Japon Kaizen ; la résolution des problèmes se passe sur le terrain avec les acteurs. Devenir une organisation apprenante fait partie des principes fondamentaux du lean management. Il concerne tous les domaines de l'entreprise (productifs et non productifs). Un des outils de l'amélioration continue est la roue de Deming qui symbolise le cycle vertueux de l'amélioration.
Quelques exemples d'outils utilisés :

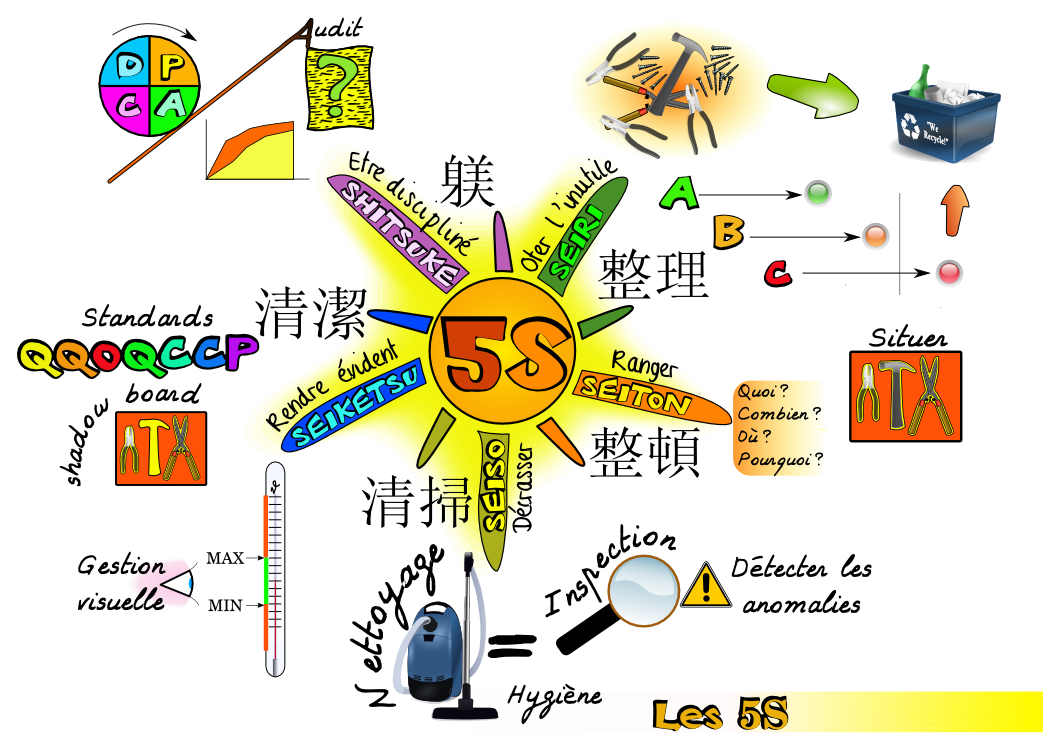
Représentation heuristique de la théorie des 5 S, souvent mobilisée par la théorie du « lean ».

- le 5S : Les premières lettres de cinq termes japonais (seiri : trier, seiton : ranger, seiso : nettoyer, seiketsu : standardiser, shitsuke : respecter) qui ont pour objectif d'éliminer les causes de nombreux petits problèmes, sources de perte d'efficacité. C'est l'une des premières méthodes à mettre en œuvre dans une démarche de lean management. Elle vise aussi à changer la mentalité des opérateurs et de l'encadrement ;
- la VSM (value stream mapping) : analyse de la chaîne de la valeur, des flux physiques et des temps d'écoulement de la production (depuis l'entrée des matières premières jusqu'à l'expédition des produits finis emballés). Cette analyse permet de définir les enjeux et les actions prioritaires d'un plan de mise en œuvre du lean management (aussi appelé roadmap, « feuille de route ») ;
- les indicateurs de performance (ou KPI pour key performance indicators) : les critères de performance sont au cœur du lean management et reposent sur la transparence des résultats en temps réel pour tenter d'améliorer la réactivité aux problèmes constatés. Chaque zone ou service doit disposer de ses propres indicateurs, affichés sur place. Les écarts significatifs par rapport aux objectifs fixés doivent donner lieu à une analyse et à un plan d'action correctif.

### Lean IT
Le terme lean IT est évoqué dans le contexte de l'industrie informatique en 2003 par Mary et Tom Poppendieck dans leur ouvrage Lean Software Development: An Agile Toolkit, où les auteurs proposent une application des pratiques du lean pour le domaine des systèmes d'information (développement, management de projets informatiques, infrastructures, etc.).
L’idée directrice, ici appliquée au monde des systèmes d'information, est l'élimination des « pertes ». On entend par pertes le travail qui n'apporte aucune « valeur métier » à un produit ou à un service.

#### Principes
Les cinq principes du Lean énoncés par J.Womack et D. Jones dans Lean Thinking peuvent se décliner dans le domaine IT :
1. Identifier les processus IT (métiers, maîtrise d’ouvrage, conseil d’administration, clients finaux des produits et services de l’entreprise, etc.) et détermination de la valeur ajoutée du point de vue des clients : réponse aux attentes et besoins explicites et implicites, critères de performances et de disponibilité, différenciation avec les nouvelles technologies, respect des contraintes réglementaires et environnementales, etc.
2. Définir la chaîne de valeur ajoutée, appelée Value Stream Mapping (VSM) : la description, qualification et quantification en performance de chacune des étapes de ce processus, sous la forme de chaîne de valeur (temps de traitement de chaque étape, délai entre deux étapes, taux de transformation, etc.)
3. Assurer le flux continu avec un mouvement continu des produits, services et informations, de bout en bout en éliminant tout gaspillage.
4. Passer du « flux poussé » au « flux tiré » (ou Pull) : le client devient demandeur, rien n’est fait en amont du processus tant que le client ne montre pas ses besoins en aval.
5. Mettre en œuvre une dynamique d’amélioration continue pérenne afin de tendre vers la perfection.

#### Démarche
Une démarche Lean IT peut être déclinée sous deux formes, permettant la déclinaison de la stratégie de l’entreprise :
Soit sous la forme d’un programme d’amélioration de l’efficacité cohérent, recouvrant la mise en œuvre d’un portefeuille de projets ou chantiers Lean IT d’amélioration adressant des processus stratégiques.
- Ces projets vont recourir à différents outils du Lean (SIPOC, VSM, 5 pourquoi, etc.), ce qui compte le plus n’étant pas les outils en tant que tels, mais bien la déclinaison des principes dans le contexte de l’entreprise.

Soit sous la forme d’une nouvelle organisation d’amélioration continue transverse, définissant les principales chaînes de valeur et processus de la direction SI, identifiant un pilote de processus par processus stratégique, et conduisant des chantiers d’amélioration.
- Sur la partie de gestion de projets de développement, cela peut se décliner par la mise en œuvre d’organisations agiles type Scrum.
- Dans le domaine de l’infrastructure, cela peut se traduire par la déclinaison de l’ITIL avec l'identification d'un responsable pour chacun des processus.

#### Lean ITet changement dans lesorganisations
L'application des principes du lean, notamment l'amélioration continue du système, impose de profonds changements dans les organisations.
La résolution des problèmes au plus près du terrain, impliquant les opérationnels tout autant que les responsables, est un premier changement d'envergure, tant le changement est plutôt perçu dans les grandes organisations comme quelque chose de « top-down », où peu d'autonomie est laissée au terrain dans la prise d'initiative.
Dans les organisations informatiques (direction des systèmes d'information, DSI), déployer une démarche lean va également imposer le retour à des équipes pluri-disciplinaires (de la demande utilisateur à l'exploitation quotidienne du service), seul modèle capable de résoudre les problèmes en cycles courts. Ce type d'organisation est en rupture avec l'organisation spécialisée du travail (recueil de besoins, spécifications, développement, intégration, qualification, exploitation) qui est la norme dans les DSI.
Au-delà de ces premiers renversements, l'idée d'amélioration continue nécessite un pacte social restaurant la confiance dans l'entreprise : l'amélioration générant des gains de productivité, si les ventes ne croissent pas, l'entreprise va surproduire, et être tentée par la suppression de postes là où précisément les meilleurs résultats ont été obtenus. Ce paradoxe a été expliqué par la métaphore de la broken house : l'amélioration continue et le respect sont deux piliers indissociables de la Toyota way. Si l'on élude le respect, la maison est cassée.

### Lean software development
Le lean software development est l'application du lean au développement logiciel pour une gestion au plus juste. Cette méthode est conceptualisée par Tom et Mary Poppendieck dans leur ouvrage Lean software development : an agile toolkit publié en 2003.
L'objectif est d'obtenir pour l'activité du développement logiciel des résultats équivalents à ceux obtenus par les diverses applications du lean (production industrielle, services, ingénierie, santé).

#### Principes
Le modèle, basé sur le développement itératif et les méthodes agiles met en avant sept principes :
1. Éliminer les gaspillages : comme pour le lean, le gaspillage est défini comme ce qui n'apporte pas de valeur au produit. La valeur étant définie du point de vue de l'utilisateur ;
2. Améliorer l'apprentissage ;
3. Retarder l'engagement ;
4. Livrer aussi vite que possible ;
5. Donner le pouvoir à l'équipe ;
6. Intégrer la qualité dès la conception ;
7. Considérer le produit dans sa globalité.

## Critiques

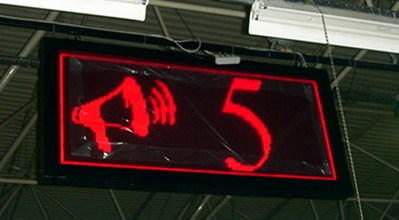
L'utilisation de signaux lumineux ou sonores fait partie des moyens utilisés pour optimiser la production, mais, au-delà d'un certain seuil, ils peuvent devenir stressants ou contre-productifs.

Un rapport du Centre d'étude de l'emploi sur les conditions de travail et la santé au travail des salariés de l'Union européenne (recherche réalisée par la Dares, au Ministère du travail) fait le lien entre la santé (risques psychosociaux) et les quatre formes d'organisation du travail en Europe (organisation apprenante, organisation en lean production, organisation taylorienne, organisation de structure simple) : les conditions de travail et la santé au travail sont bien meilleures dans les organisations apprenantes que dans les organisations en lean production ou tayloriennes, et souvent moins bonnes dans les organisations en lean production que dans les organisations tayloriennes, particulièrement en France,.
Selon l'Agence nationale pour l'amélioration des conditions de travail (ANACT), qui a organisé une conférence sur le lean en 2012, cette méthode ne fait pas consensus et est même contestée par certains acteurs ; « Plusieurs études et communications scientifiques questionnent l'atteinte même de ces objectifs, alertant même sur des risques de dégradation des conditions de travail »,.[source insuffisante]
Un article paru dans la revue Santé & Travail fait état de la dégradation des conditions de travail associées au mode d'organisation en lean production, dégradation plus importante que dans les entreprises à organisation apprenante ou même taylorienne. L'article affirme qu'avec l'emballement du nombre de véhicules rappelés par Toyota en 2009-2010, le toyotisme semble avoir atteint ses limites, et la « production sans gras » a des ratés en matière de qualité totale. Un débat sur les « contradictions entre la qualité pour ceux qui pensent l'organisation et la qualité pour ceux qui la font » serait opportun,. Néanmoins, aucun problème technique justifiant le rappel n'a pu être imputé à Toyota,.
Certains auteurs expliquent ces résultats par la suppression de nombreuses activités de travail jugées comme des gaspillages dans une vision lean, mais qui se révéleraient à forte valeur ajoutée pour les conditions de travail.
Par exemple :
- les mouvements : les déplacements et les changements de posture de l'opérateur participent à la prévention des troubles musculosquelettiques ;
- les éléments de coordination entre les professionnels : les temps d'échange ou les stocks intermédiaires entre deux postes facilitent la coopération entre les personnes.

Par ailleurs, le lean pourrait favoriser l'apparition d'inégalités dans les formes d'emploi avec, d'une part, une main d’œuvre flexible que la standardisation du travail promise par le lean permet de mobiliser rapidement pour des durées courtes afin d'adapter la capacité de production à la demande et, d'autre part, une main-d’œuvre qualifiée et stable, formée aux méthodes lean, qui pense, prescrit et contrôle le travail selon les normes de la méthode.
Une dégradation des conditions de travail dans une entreprise introduisant des méthodes lean peut être due à un mauvais choix des outils ou à une adaptation insuffisante au modèle de la société,.
Des ergonomes, psychologues et spécialistes du travail alertent sur le fait que la recherche poussée du profit par la réduction des gaspillages peut aussi « s’avérer dangereuse pour la santé » des travailleurs (source pathogène de stress excessif et de troubles musculosquelettiques),